# Mistrzowie strongman: Litwa
Mistrzowie strongman: Litwa – (Lietuvos galiūnų čempionas)
indywidualne, doroczne zawody siłaczy, organizowane na
Litwie od 1989 r.

## Mistrzowie
| Rok  | Mistrz                | Wicemistrz            | Drugi Wicemistrz     |
| ---- | --------------------- | --------------------- | -------------------- |
| 1989 | Raimundas Zenkevičius | Kęstutis Čenkus       | Arūnas Vitkevičius   |
| 1990 | Egidijus Karskis      | Raimundas Zenkevičius | Edmundas Kvietinskas |
| 1991 | Raimundas Zenkevičius | Aleksandras Žukauskas | Egidijus Žaldokas    |
| 1992 | Alvydas Kirkliauskas  | Audrius Vosylius      | Arvydas Švėgžda      |
| 1993 | Raimundas Zenkevičius | Audrius Vosylius      | Alvydas Kirkliauskas |
| 1994 | Raimundas Zenkevičius | Stasys Mėčius         | Alvydas Kirkliauskas |
| 1995 | Stasys Mėčius         | Karolis Rauba         | Alvydas Kirkliauskas |
| 1996 | Stasys Mėčius         | Arvydas Pintinas      | Žydrūnas Savickas    |
| 1997 | Arvydas Pintinas      | Žydrūnas Savickas     | Stasys Mėčius        |
| 1998 | Žydrūnas Savickas     | Arvydas Pintinas      | Remigijus Kačinskis  |
| 1999 | Žydrūnas Savickas     | Remigijus Kačinskis   | Antanas Abrutis      |
| 2000 | Žydrūnas Savickas     | Vidas Blekaitis       | Antanas Abrutis      |
| 2001 | Antanas Abrutis       | Žydrūnas Savickas     | Vidas Blekaitis      |
| 2002 | Žydrūnas Savickas     | Vidas Blekaitis       | Saulius Brusokas     |
| 2003 | Vilius Petrauskas     | Saulius Brusokas      | Vidas Blekaitis      |
| 2004 | Žydrūnas Savickas     | Vilius Petrauskas     | Vidas Blekaitis      |
| 2005 | Žydrūnas Savickas     | Vidas Blekaitis       | Vilius Petrauskas    |
| 2006 | Žydrūnas Savickas     | Vidas Blekaitis       | Saulius Brusokas     |
| 2007 | Žydrūnas Savickas     | Vidas Blekaitis       | Saulius Brusokas     |
| 2008 | Žydrūnas Savickas     | Vidas Blekaitis       | Alvidas Brazdžius    |
| 2009 | Žydrūnas Savickas     | Vidas Blekaitis       | Vytautas Lalas       |
| 2010 | Vytautas Lalas        | Vidas Blekaitis       | Saulius Brusokas     |
| 2012 | Žydrūnas Savickas     | Vytautas Lalas        | Saulius Brusokas     |
| 2013 | Žydrūnas Savickas     | Vidas Blekaitis       | Saulius Brusokas     |